# Mezei pocok
A mezei pocok (Microtus arvalis) az emlősök
(Mammalia) osztályának rágcsálók (Rodentia) rendjébe, ezen belül a hörcsögfélék (Cricetidae) családjába tartozó faj.
Az állat a Microtus emlősnem típusfaja.

## Előfordulása
A mezei pocok hazája Közép- és Észak-Európa, valamint Közép- és Észak-Ázsia nyugati része.
Magyarországon a zárt erdők kivételével szinte mindenütt megtalálható.

## Megjelenés
Nagyon kicsi rágcsáló, hossza mindössze 8-10 centiméter, a farka 3-4 centiméter, testtömege 20-30 gramm. Háta, oldala barnásszürke a hasa fölött sárgásbarna csík, hasa piszkosfehér. Lábai fehérek.

## Életmódja
Fátlan, nyílt területek, szántók, rétek lakója. Nemcsak száraz, hanem mocsaras réteken is előfordulhat. Leggyakrabban mezőgazdaságilag megművelt területeken él. Ősszel a gúlákba rakott kukoricaszárak, illetve a gabonakeresztek, bálarakások, szalmakazlak alatt sok pockot lehet találni.
Télen behúzódhat a házakba, istállókba is.
A föld alatt kb. 20–30 cm mélységben járatokat ás. Járatai egy központi kamrából és sugáralakban elhelyezkedő kijáratokból állnak.
A központi lakrészt száraz fűvel, szalmával, levelekkel béleli ki.
Téli álmot nem alszik.  Télen a hótakaró alatt ás hosszú folyosókat, melyeket fűvel bélel ki.

### Gradáció
Kedvező időjárási körülmények között, ha enyhe a tél, kevés a csapadék és sok a táplálék, a mezei pockok nagymértékben elszaporodhatnak.
Ilyen években néha vándorösztönük is feltámad, és a lemmingekhez hasonlóan tömegesen kelnek útra. A gradáció később magától összeomlik, mert a nagy egyedsűrűség olyan stresszhatást vált ki, melynek hatására viselkedésük megváltozik, és tömegesen pusztulnak el.

### Ellenségei
A mezei pocok természetes ellenségei: farkas, róka, borz, vadmacska, hermelin, menyét,  ölyvek, baglyok, görény.

### Táplálkozása
A mezei pocok nagyon falánk mezőgazdasági kártevő. Mindenféle növényi anyagot megeszik: magok, füvek, gyökerek, levelek, gyümölcsök, bogyók, makk és dió is szerepel az étlapján. Szinte minden szántóföldi növényben kárt tesz, a kalászosoktól kezdve a lucernán és a kukoricán át a répáig és a burgonyáig.

## Szaporodása
A mezei pocok nagyon szapora állat, egy évben akár tízszer is fial. 
Kora tavasszal, márciusban-áprilisban elkezd szaporodni. A nőstények 21 napig vemhesek, egyszerre 8-12 kölykük van. Az újszülöttek 1-3 g súllyal jönnek a világra, csupaszok és vakok. Öt napos korukra már egész testüket finom szőr borítja és 7 naposan a szemük is kinyílik. 18-20 napos korukig szopnak, ekkor a nőstény elválasztja őket. Mivel fialás után azonnal újra párzanak, ekkor már kell a hely a következő nemzedéknek.
A mezei pocok nagyon korán, 2 hetes korban válik ivaréretté. 
Élettartama 0,5-2 év.